# Golf van Geduld
De Golf van Geduld (Russisch: Залив Терпения; Zaliv Terpenia, Japans: 多来加湾) of Baai van Geduld is een golf aan de zuidoostelijke kust van het Russische eiland Sachalin, die onderdeel vormt van de Zee van Ochotsk. De golf bevindt zich tussen het hoofddeel van het eiland in het westen en het langgerekte en smalle schiereiland Terpenia in het oosten.
De golf steekt ongeveer 65 kilometer het land in vanaf Kaap Terpenia en is ongeveer 130 kilometer breed. De diepte is gemiddeld 50 meter. De belangrijkste rivier van Sachalin, de Poronaj, mondt uit in de golf. De golf is bevroren in de winter. Aan de noordkust bevindt zich een lagune. De westelijke en oostelijke kusten zijn bergachtig.
In 1643 voer het schip Castricum van de Zeven Verenigde Nederlanden onder leiding van Maarten Vries als eerste Europees schip de golf binnen. De bemanning vernoemde de golf naar het feit dat ze er moesten wachten op het moment dat de dichte mist was opgetrokken, zodat ze hun expeditie konden voortzetten.
De golf is rijk aan zeefauna, waaronder chum- en roze zalm. Aan de golf ligt de stad Poronajsk.